# Берег (Рамешковский район)
Берег — деревня в Рамешковском районе Тверской области.

## География
Находится в восточной части Тверской области на расстоянии приблизительно 11 км на юг-юго-восток по прямой от районного центра поселка Рамешки на правом берегу реки Медведица.

## История
Известно было с 1627—1629 годов как «Село Застолбье, а Берег тож», где была построена церковь во имя царя Константина и матери его Елены. Церковь долгое время оставалась пустой. В 1678 году в селе Застолбье (Берег) вотчины Вознесенского монастыря 8 крестьянских дворов, в 1709 году — 8 дворов, в числе жителей — 21 мужчина. В 1859 году в казенной русской деревне Берег 31 двор, в 1887 — 63. В советское время работали колхозы «Красный пахарь» и «Вперед». В 1949—1951 годах жители деревни участвовали в строительстве ГЭС, разместившейся в двух километрах по течению, на правом берегу реки Медведицы. С ее пуском жители стали пользоваться электроэнергией. В 2001 году в деревне 12 домов постоянных жителей и 41 дом — собственность наследников и дачников. До 2021 входила в сельское поселение Застолбье Рамешковского района до их упразднения.

## Население
Численность населения: 236 человек (1859 год), 317 (1887), 43 (1989), 23 (русские 100 %) в 2002 году, 17 в 2010.